# Rungagu
Rungagu är ett vattendrag i Burundi.   Det ligger i provinsen Ruyigi, i den centrala delen av landet, 110 kilometer öster om huvudstaden Bujumbura.
Omgivningarna runt Rungagu är en mosaik av jordbruksmark och naturlig växtlighet. Runt Rungagu är det ganska tätbefolkat, med 134 invånare per kvadratkilometer.